# Scleria paupercula
Scleria paupercula är en halvgräsart som beskrevs av E.A.Rob. Scleria paupercula ingår i släktet Scleria och familjen halvgräs. Inga underarter finns listade i Catalogue of Life.